# Кверн
Кверн (нем. Quern) — община в Германии, в земле Шлезвиг-Гольштейн. 
Входит в состав района Шлезвиг-Фленсбург. Подчиняется управлению Штайнбергирхе.  Население составляет 1288 человек (на 31 декабря 2010 года). Занимает площадь 22,74 км².